# Nagy ugrás
A nagy ugrás (大跃进; pinjin: dà yuèjìn; magyaros: ta jüecsin) Kína legújabb kori történelmének nagyszabású gazdasági és társadalmi mozgalma volt 1958 és 1960 között. Mao Ce-tung (Mao Zedong) által deklarált célja az volt, hogy az alapvetően mezőgazdasági jellegű, elmaradott Kínát néhány év alatt fejlett ipari országgá tegye. A mezőgazdaságban minden termelőeszközt közös tulajdonba vettek, a paraszti gazdaságokat addig tömörítő helyi szövetkezeteket hatalmas „népi kommunákba” vonták össze, és szinte kizárólag a gabonatermelésre helyezték a hangsúlyt. Az egész országban rendkívül erőltetett iparosítás indult meg, s mindent a vas- és acéltermelés növelésének vetettek alá. Hatalmas beruházások, köztük öntözőmű-építések kezdődtek kellő szakértelem nélkül, így azok óhatatlanul kudarcba fulladtak. A mozgalom végül gazdasági katasztrófához és a kínai történelem egyik legnagyobb éhínségéhez vezetett: 1959–1962 között – az ún. „három nehéz év” során – becslések szerint 20–30 millió ember halt éhen. A kudarc nyomán felerősödtek a hatalmi harcok a Kínai Kommunista Párton belül. Ennek hatására robbantotta ki Mao elnök, hatalmának megőrzése céljából, a kulturális forradalmat.

## Előzmények
A kínai kommunisták polgárháborús győzelme, a Kínai Népköztársaság megalakulása után, 1949 és 1952 között gazdasági konszolidáció vette kezdetét, amelynek során földreformot hajtottak végre, a gazdaságban felszámolták az évtizedes háborús pusztítás kárait, és elérték, illetve több ágazatban meghaladták a korábbi legmagasabb termelési szinteket. 1953-ban szovjet mintára és segítséggel megindult az alapvetően reális célokat maga elé tűző első ötéves terv végrehajtása. Rövid idő után azonban már jelentkeztek Mao Ce-tung (Mao Zedong) voluntarista törekvései az ütem gyorsítására. Mao már 1955 decemberében „jobboldali elhajlással” vádolta a gyakorlatias célokat maguk elé tűző szakembereket, és így politikai síkra emelte a vitát. 1956-ban így a realitásoktól elrugaszkodva ugrásszerű növekedést irányoztak elő, ami utóbb a „kis ugrás” nevet kapta. Mao megfogalmazta a „többet, jobban, gyorsabban és gazdaságosabban” elvét, amit a propaganda széles körben sulykolt. A KKP VIII. kongresszusa 1956 őszén azonban mégis a realitások közelében maradt, a fokozatos előrehaladásra helyezte a hangsúlyt, és ennek megfelelő döntéseket hozott a második ötéves terv előkészítésére is.
1957 őszére azonban Mao a belső politikai küzdelmekben újra érvényre tudta juttatni elképzeléseit. A KKP KB 1957. október 3-i plénumán újra meghirdette: „többet, jobban, gyorsabban és gazdaságosabban” úgy „érvelve”, hogy „bármely dolgot kétféleképpen lehet véghezvinni, lassabban és rosszabb eredményekkel, vagy gyorsabban és jobb eredményekkel”. Mao és közvetlen hívei meggyőződése szerint a tömegek kreatív energiái lehetővé tették az ugrásszerű fejlődést, a tőkehiányt a munkaerő mozgósításával kívánta pótolni. A kínai nacionalizmust is politikájuk szolgálatába állították. Kihívásként hívták fel a figyelmet arra, hogy a kis Belgium több acélt állít elő, mint Kína. Meghirdették a célt, hogy 15 év alatt utolérik gazdasági téren Nagy-Britanniát, 20 év alatt az Egyesült Államokat. Mao a gazdasági fejlődést a gabona és a vas termelésére szűkítette le, azzal, hogy ha e két termékből ugrásszerűen növelik a termelést, akkor ez minden más téren is magával hozza az előrelépést.
Mao 1957 októberében a népesség alakulásáról szólva amellett volt, hogy ki kell dolgozni a születésszabályozás tízéves tervét, mert a polgárháború lezárta utáni ugrásszerű népességnövekedés kezelhetetlen gazdasági és társadalmi problémákkal fenyeget, amint azt Ma Jin-csu (Ma Yinchu), a Pekingi Egyetem rektora, neves közgazdász az Országos Népi Gyűlésnek megküldött dokumentumában kifejtette. 1958-ra azonban Mao már megváltoztatta véleményét, és azt hangoztatta, hogy „minden éhes szájhoz két dolgos kéz tartozik”. Ma Jin-csu (Ma Yinchu)t „jobboldalinak” és malthusiánistának bélyegezték.

## A nagy ugrás folyamata
1957 őszén már intenzíven megindult a nagy ugrás előkészítése. A tél folyamán különböző későbbi becslések szerint 60-100 millió embert mozgósítottak vízgazdálkodási létesítmények építésére annak érdekében, hogy a gabonatermelés ugrásszerű növelését megalapozzák. Propagandakampány indult a tömegek lelkesítésére és egyúttal az óvatosabbak megbírálására. 1958 elején a pártvezetés egy sor hosszú ülést tartott, amelyeken Mao a vakon előrehaladást – minden alap nélkül – marxista módszernek deklarálta. Mivel az addig követett tervgazdálkodás nagyrészt szovjet mintára folyt, Mao kiterjedt és részletes kritikáját adta az ottani hibáknak, hiányosságoknak. Az országban túlfűtött hangulatot alakítottak ki, amelyben senki nem kívánta a „maradiság”, a reakciós jobboldaliság vádját magára vonni. A propagandában nagy teret adtak az egyszerű emberek helyi újításainak, szembeállítva azokat a régi szakemberek tevékenységével. Ennek ellenére voltak értelmiségiek, munkások is, akik az 1956-os „kis ugrás” következményeire figyelmeztettek. Erre válaszul Mao meghirdette:

„A történelem során mindig is a kisebb műveltségű emberek cáfolták meg a nagyobb műveltségűeket... Nem baj, ha valaki fiatal és kevés a tudása, az a fontos, hogy a helyes irányba haladjon.”

– Mao

### A KKP VIII. kongresszusának második ülésszaka
1958 május 5-23 között összeült a KKP VIII. kongresszusának második ülésszaka, hogy hivatalosan elfogadja és meghirdesse a nagy ugrás politikáját. Ez a sajátos megoldás, hogy egy másfél évvel korábbi kongresszus eredményeinek revideálására, átértékelésére ugyanannak a kongresszusnak egy újabb ülésszakát hívták össze, a párt vezetésén belüli küzdelmeket, Mao korábbi ideiglenes vereségét, majd újbóli előrenyomulását jelzi.
A Központi Bizottság beszámolóját Liu Sao-csi (Liu Shaoqi) tartotta, akiben később Mao nagy politikai ellenfelét találta meg. Lehetséges, hogy Liu már ekkor sem értett egyet teljesen a nagy vezetővel, de a kommunista pártok szokása szerint a belső vita után arra bízták a kialakított közös álláspont képviseletét a nyilvánosság előtt, aki addig ellenezte azt. Liu Sao-csi (Liu Shaoqi) meghirdette a „néhány év fáradozás, tízezer év boldogság” jelszavát, ami hamarosan mindössze hároméves erőfeszítés szorgalmazásában konkretizálódott. Azt előadó Maora hivatkozva azt is kifejtette, hogy a nagy lakosság szegénysége és műveletlensége nem akadály, hanem előny, mert a 600 milliós tömeg „tiszta papírlap”, amire a „legszebb szavakat lehet írni”.
Az ülésezés közzétett anyagaiból is kiderült azonban az, hogy az új irányvonal meglehetősen nagy ellenállásba ütközött. A kommüniké hosszú listát közölt azokról a pártszervekről és vezetőkről, akik „jobboldali opportunista” álláspontot képviseltek. Liu Sao-csi (Liu Shaoqi) beszámolójában részletesen foglalkozott az ellenzők érveivel is. Mao Ce-tung (Mao Zedong) hozzászólásaiban természetesen erőteljesen támogatta az ugrás politikáját, és tovább srófolta a szerinte lehetséges gyorsításokat, így a széntermelésben már két-három év alatt utolérhetőnek tartotta Angliát. A kongresszus szentesítette az új irányvonalat és támogatta a józan észtől is elszakadó nagy ugrás végrehajtását.
A konkrét munka két, egymással szorosan összefüggő irányban gyorsult fel: az egyik a termelés decentralizálása, a másik a helyi ipar fejlesztése volt. Azt a célt tűzték maguk elé, hogy az egész országban, minden tartományban a helyi ipar termelése 5-7 év alatt haladja meg a helyi mezőgazdaságét. Ezrével hozták létre a helyi kis vállalatokat, amelyek korszerűtlen, kézi eszközökkel, a nagy tömegű képzetlen munkaerőt felhasználva kívántak ipari termékeket előállítani.

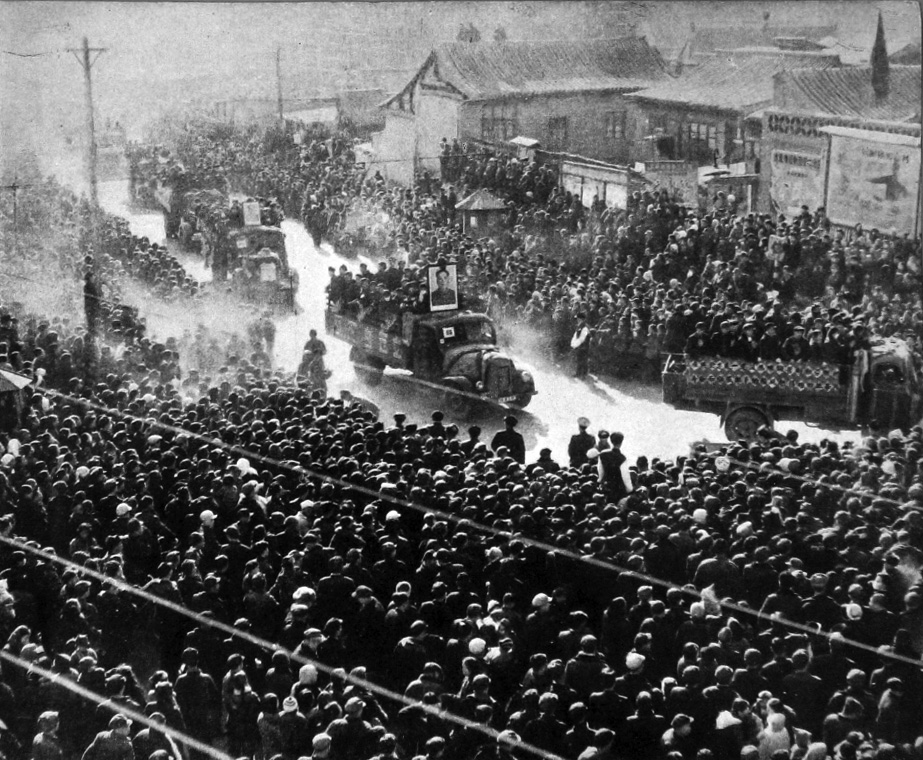
Hivatalnokokat küldenek vidékre 1957 júliusában

Az országot hét nagy területre osztották fel, amelyek mindegyikében saját nagyipari bázist teremtettek volna. A vállalatok irányítását átadták a helyi szerveknek, viszont célul tűzték ki a termelés 2-3 szoros emelését, a régiós tervek egyeztetése nélkül. A várható aránytalanságokat menet közben akarták kezelni, és ezt a módszert „aktív egyensúlynak” nevezték el. Fontos szempont lett a takarékosság (a korábbi szovjet gyakorlatot a pazarlás miatt is bírálták), ezért egyre olcsóbb és kevesebb anyagot építettek be az épületekbe, de még a darukba is. Fontos cél lett a teljes önellátás, az autarchia is. Mao kijelentette, hogy a tartományoknak csak saját szükségleteikre kell termelniük, határaikon kívüli értékesítésre ne számítsanak.
A nagy ugrás a legnagyobb változásokat a mezőgazdaságban hozta. A megindított nagy vízgazdálkodási munkálatok irányítására a nemrégiben létrehozott szövetkezetek már nem voltak elegendő méretűek, ezért létrehozták a hatalmas népi kommunák rendszerét.
1958 őszén, az aratás után bejelentették, hogy a gabonafélék évi terméseredménye 375 millió tonna, azaz kétszerese az előző évinek. A példátlan adat annyira nem váltott ki kételyeket, hogy a következő évre 525 millió tonnás termést irányoztak elő. Hamarosan Mao is szólt azonban arról, hogy az adatok egy része nem felel meg a valóságnak, mert a helyi vezetők nem a tényeket, hanem a tőlük elvárt eredményeket közölték felfelé, ehhez igazították a statisztikai adatokat, ami az egész kínai statisztikai rendszer teljes összeomlásához vezetett. Ennek ellenére folytatták a növekedés erőltetését. Új módszereket is propagáltak, mint a sűrűn vetés, amikor a szokásos növénysűrűség többszörösét alkalmazták egyes szokatlanul nagy emberierő-ráfordítással művelt parcellákon, aztán az ott elért eredményt terjesztették ki, extrapolálták hatalmas területekre. Propagálták a mélyszántást is, aminek sem hagyományai nem voltak, sem megfelelő eszközök, erőgépek nem álltak rendelkezésre hozzá. A sok évszázad munkájával kialakított öntözött területek – a jelentések szerint legalábbis – egy év alatt megduplázódtak. Kampányt hirdettek a „négy kártevő”, a patkányok, a verebek, a legyek és a szúnyogok kiirtására. A mozgósított lakosság volt, hogy szó szoros értelmében dobbal hajtotta el mindenhonnan végkimerülésükig a verebeket, amelyeknek a „bűne” a magvak felfalása volt. A verébirtó-hadjárat sikeres lett, de később kitűnt, hogy emiatt viszont kártevő rovarok szaporodtak el, amelyek nagy kárt okoztak a mezőgazdaságban.

### A KKP Politikai Bizottságának 1958. augusztusi ülése
Fontos lépcsőfok volt a nagy ugrás történetében a kommunista párt politikai bizottságának kibővített ülése 1958 augusztusában Pejtajho (Beidaihe) tengerparti üdülőhelyen. Itt az addig beérkezett, döntő mértékben hamis adatok alapján úgy értékelték, hogy a mezőgazdaság terén a nagy ugrás kitűnő eredményeket hozott. Mao kijelentette, hogy ezután az ipart kell „megragadni”. Az acéltermelés előirányzata 1958-ra 10,8 millió tonna volt, Mao ezt javasolta egy év alatt megduplázni, 27-30 millió tonnára emelni. Személyes felelősséget vállalt javaslatáért (amit aztán a későbbiekben természetesen már nem hangoztatott). Ennek nyomán indult meg a népi kohó mozgalom. Az élet más területein is hasonlóan elérhetetlen célokat határoztak meg.
A további irreális célok kitűzésénél is fontosabbak voltak azonban Mao elnöknek azok a hosszú fejtegetései, amelyekből kitűnt, hogy lehetségesnek tartja már néhány éven belül a kommunizmus elemeinek bevezetését a kínai társadalomba, azaz annak az elvnek az érvényesítését, hogy mindenki képességei szerint dolgozik, és szükségletei szerint részesedik a közös javakból. A népi kommunák tulajdonát össznépi tulajdonná kell nyilvánítani, közössé kell tenni a gyárakban, üzemekben az étkezést, a ruházkodást, a lakást. Ingyenes közös étkezést kell bevezetni, fel kell számolni a pénzbeli fizetés és az anyagi ösztönzés rendszerét. Meg kell szüntetni a háztáji parcellák rendszerét, de egyelőre a baromfi és a ház körüli fák még a parasztok személyi tulajdonában maradhatnak.
Mao másik ideológiai „iránymutatása”a katonai szervezési módszerek alkalmazására irányult. Például állította az egész társadalom elé a Kínai Népi Felszabadító Hadsereget, és követelte az egész társadalom militarizálását, a katonai egységek mintájára alakított munkaszervezését és vasfegyelmét, kiegészítve azzal a képtelen önellentmondással, hogy „a demokrácia a hadseregben jön létre”. Bírálta a forradalom győzelme után kialakult „elpuhult” városi életmódot, amivel szembeállította a falusi életmódot, a partizán szokásokat, a „közös kondér” követendő gyakorlatát. Szorgalmazta, hogy a káderek, azaz az irányító apparátus tagjai és az értelmiségiek évente több hónapot töltsenek fizikai munkával a szellemi és a fizikai munka közötti különbségek felszámolása érdekében. Mindebből egyfajta hadikommunizmus képe bontakozott ki, ami primitív körülmények között akarta megvalósítani a marxizmus klasszikusai által az emberi társadalom és gazdaság legfejlettebb szakaszaként megálmodott kommunizmust.

### A népi kohók

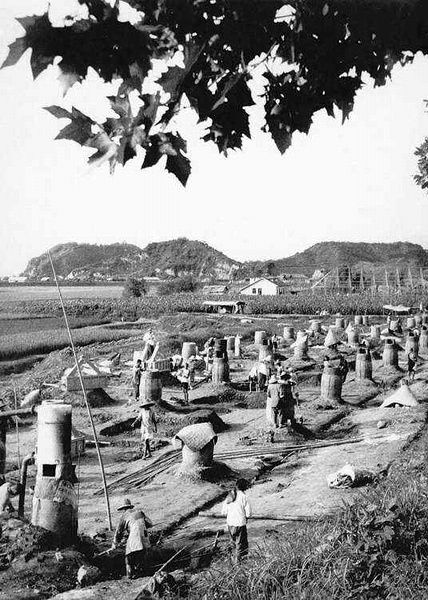
Népi kohók

A Politikai Bizottság augusztusi ülése idején már világos volt, hogy az ipar kapacitás hiányában azt az az évi acéltermelési előirányzatot sem tudja teljesíteni, amit a következő évben meg kellett volna duplázni. Ezért kampányt indítottak országszerte azzal a céllal, hogy kis vasolvasztókat, úgynevezett népi kohókat építsenek országszerte, falvakban és városokban, más jellegű üzemekben, irodák és lakónegyedek udvarain. Emberek tízmilliói állítottak fel százezernyi kis kohót. A munka eredménye a szakértelem és a megfelelő berendezések hiányában katasztrofális lett. 1958 végére ugyan bejelentették az előirányzott 11 millió tonna acél előállítását, de a valóságban a megtermelt anyag mintegy 30%-a használhatatlan volt. Egyebek mellett óriási környezeti károk is keletkeztek a tüzelőanyag megszerzése érdekében mindenfelé nyitott kis szénbányák és az erdők irtása miatt.
A gazdasági élet más területein is hasonló kampányokat indítottak a paraszti lakosság mozgósításával, és az „eredmények” mindenfelé hasonlóak lettek. Előállt az a hihetetlen helyzet, hogy a mozgósítások miatt falun nem maradt az őszi termés betakarítására elegendő munkáskéz. Azoknak a termékeknek a gyártása pedig, amelyekre nem irányultak a kampányok, meredeken visszaesett.

### A népi kommunák
A Pejtajho (Beidaihe)ban megtartott konferencia döntött arról is, hogy a nagy ugrás céljai érdekében gyökeresen átalakítják az ország közigazgatási rendszerét. Ennek megfelelően rövid idő alatt az egész országban (Tibet kivételével) létrehozták a népi kommunákat. Ezek a szövetkezetesítés korábbi eredményeiből kiindulva olyan hatalmas gazdasági szervezetek voltak, amelyek a mezőgazdaság mellett más gazdasági, kulturális, oktatási, egészségügyi, közigazgatási tevékenységekért is felelősek lettek. Az addig létező mintegy 750 ezer mezőgazdasági termelőszövetkezet összesen 26 425 egységbe tömörült, és ezek egyenként átlag 4614 családi parasztgazdaságot foglaltak magukba. Még a népi milícia is a hatáskörükbe került, amit 1957-ben egyesítettek a tartalékosok szervezetével, és a „mindenki legyen katona” jelszó jegyében 1959 januárjára már 220 milliósra duzzasztottak. Mao a „társadalmasításnak” ebben a folyamatában is a kommunizmus felé történő előrelépést látta.
A kommunákon belül sokfelé még a központi irányelveken is túlléptek a kampányok hevében, és az utolsó baromfit, gyümölcsfát, de még a személyes holmit, például konyhaeszközöket is közös tulajdonba vették. Cserében közös étkezést biztosítottak mindenkinek, bölcsődéket, óvodákat, öregek otthonait hoztak létre, hogy a női munkaerőt is felszabadítsák a termelés céljaira. Teljes egyenlősdit vezettek be, megszüntették a korábban, még a termelőszövetkezetekbe bevitt javak utáni megváltás folyósítását. Eltörölték a munka szerinti javadalmazást is, a megmaradt minimális differenciálás alapja inkább a mutatott politikai öntudat volt, emiatt a parasztok elvesztették maradék érdekeltségüket is a termelésben. A legszélsőségesebb kezdeményezések egyike az volt, hogy Mao elnök javaslatára a parasztok neveit számokkal helyettesítették, ezt írták a ruhájukra. Végül ez a gyakorlat sokak, köztük Peng Tö-huaj (Peng Dehuai) tiltakozása miatt nem terjedt el.
A kommunák szintje alatti irányítási egység a termelési brigád volt, ami nagyjából egybeesett a korábbi termelőszövetkezetekkel, a legkisebb egység pedig a termelőcsapat, 30-40 parasztgazdaság erőforrásainak összefogásával.

### A nagy ugrás a társadalmi élet más területein
A nagy ugrás politikáját a társadalmi élet minden területére igyekeztek kiterjeszteni. A vállalati igazgatók tevékenységét a pártbizottság felügyelete alá rendelték. A vezetőket rendszeres, huzamos fizikai munkára kötelezték, a fizikai dolgozókat bevonták a vállalatok irányításába. A sajátos kínai út jegyében szorgalmazták a hazai módszerek alkalmazását és a népi újítások bevezetését. A reális észszerűsítések mellett ennek során elképesztő „találmányok” használatát szorgalmazták, mint a „kerekesítés”, azaz a hagyományos módon, a vállon átvetett rúdon lógó teher hordása helyett a talicskák alkalmazása, mégpedig házilagos gyártású golyóscsapágyak alkalmazásával. Tömegesen gyártottak óriási ráfordítással primitív gépezeteket.
A kulturális életben is bevezették a nagy ugrás elveit: az írószövetség műfajonként tervet készített a megírandó alkotásokról, de ezeket is nagyrészt amatőröktől várták. Az írószövetség taglétszáma 900 főről 200 ezer fölé ugrott. A felsőoktatásban az 1953 körül a korábbi angolszász minta után bevezetett szovjet típusú oktatási rendszer helyett most a fizikai munkát állították előtérbe, az értelmiségieket és diákokat tömegesen küldték vidékre, a „népi kohó” mozgalomba, bírálták a „burzsoá tudományt” és a „külföldbe vetett vakhitet”, a tekintélyes tudósokat, tanárokat önkritikára kényszerítették, a tankönyveket pedig sok esetben diákok írták a tanárok helyett.

### Kudarcok és a kiigazítás kezdetei

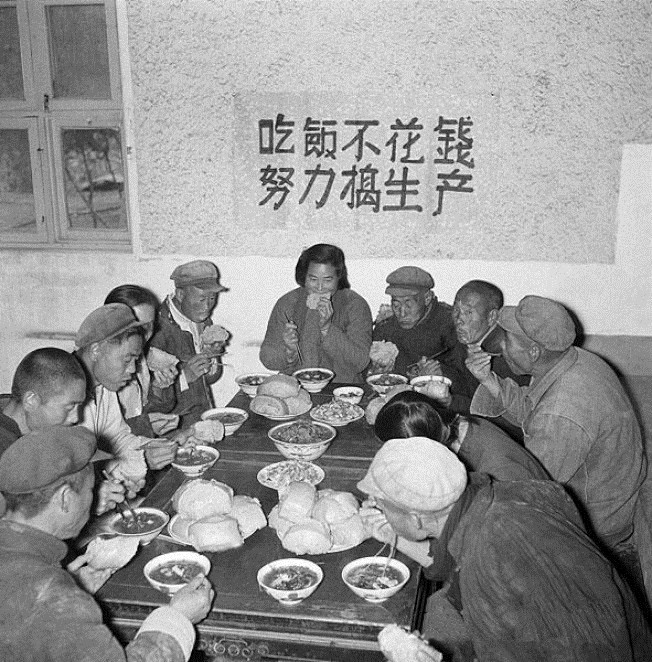
Közös étkezés a népi kommuna kantinjában, 1958

A mezőgazdaságban az adott eszközökkel és tapasztalatokkal kezelhetetlen méretű termelési egységek kialakítása, az anyagi ösztönzés hiánya hamar súlyos problémákhoz vezetett. A kínai vezetés a kommunákat önellátásra akarta késztetni, ugyanakkor a hamis statisztikai adatokat készpénznek véve növelték a beszolgáltatandó gabona mennyiségét. 1958-ban 22%-kal több gabona került az államhoz, mint egy évvel korábban, pedig a termelés a valóságban csak 2,5%-kal nőtt. A szükségszerűen pazarlással együtt járó általános ingyenes étkeztetéssel párosulva ez ahhoz vezetett, hogy az év végére szinte eltűnt a gabona a falvakból. A vezetők az 1958 végi ellenőrző útjaikon már tapasztalták a problémák egy részét, látták a betakarítatlanul maradt termést is, és az is nyilvánvalóvá vált, hogy a következő évre előirányzott 30 millió tonnás acéltermelési terv irreális.
Mao több magas szintű vezetői értekezlet után 1958. november 28. és december 10. között Vucsang (Wuchang) városában központi bizottsági ülést tartott. A KB plénuma részletesen foglalkozott a nehézségekkel, de még nem ismerték fel a probléma teljes súlyát. Az ülésen elfogadott dokumentum újra hitet tett a nagy ugrás helyessége mellett. A szocializmusból a kommunizmusba való átmenetet illetően azonban már a korábbiaknál óvatosabban fogalmaztak és ehhez „15, 20 vagy még több évet” tartottak szükségesnek. A dokumentum síkraszállt a munka szerinti elosztás fenntartása mellett, és ellenezte a parttalan kollektivizálást. A kijózanodásra utaló jelek azonban csak szórványosak voltak, az 1959. évre jóváhagyott tervcélok továbbra is teljesen irreálisak maradtak.
Mao a KB plénumán jóváhagyatta azt a javaslatát, hogy a következő időszakra már ne jelöljék a KNK államelnöki pozíciójára. Ezt ő maga azzal magyarázat, hogy utat akart nyitni a fiatalabb generáció, így Liu Sao-csi (Liu Shaoqi) és Teng Hsziao-ping (Deng Xiaoping) számára, hogy gyakorlatot szerezzenek a felső vezetésben. A kor történészeinek egy része ebben a lépésben már azt látja, hogy Mao már sejtette a nagy ugrás kudarcát, és az ezzel kapcsolatos felelősséget akarta előre megosztani, míg mások úgy értékelik, hogy Mao ekkor még optimista volt, és nem volt javaslatában ilyesfajta hátsó szándék. Mao akkori irreális voluntarizmusára jellemző egyik eszmefuttatása az 1959-re kitűzött 18 millió tonnás acéltermelési célkitűzéssel kapcsolatban (az 1958-as eredmény 11 millió tonna volt, ebből 3 millió tonnát adtak a kezdetleges népi kohók).

„Megfordult a fejemben egy szám: mi lenne, ha a jövő évben 30 millió tonna acélt termelnénk? Ilyen mennyiségre van igény, valószínűleg van, dehát teljesíthető-e ez? Rajta, gondolkozzunk róla.”

– Mao Ce-tung (Mao Zedong)

A KB áprilisi plénuma tehát ellentmondásos jelzéseket adott a pártszervezetek számára: egyrészt szorgalmazta bizonyos szélsőségek lefaragását, másrészt azonban továbbra is kitartott teljesen irreális célok mellett. A súlyos vidéki élelmiszerhiány hamarosan zavargásokhoz vezetett, amit Mao is elismert egy tavaszi pártértekezleten: „meglehetősen feszült viszony alakult ki köztünk és a parasztság között” és „a rendzavarások olyan méreteket öltöttek, amik meghaladták az 1953-as és 1955-ös élelmiszer-zavargásokat”. Mao a paraszti ellenállást, a termés elrejtését, a menekülést a kommunákból is jogosnak nevezte, de csak arra volt hajlandó, hogy a hároméves határidőt meghosszabbítsa: „Három év kemény munka és még 12 év – és akkor megérkezünk a kommunizmusba” – fejezte be felszólalását. A KB plénuma újra jóváhagyta a tervszámokat. Összeült az Országos Népi Gyűlés, a formális parlament is, és megválasztotta Mao helyett Liu Sao-csi (Liu Shaoqi)t államelnöknek, valamint természetesen jóváhagyta a megemelt tervszámokat.

#### A válság felszínre törése, alusan(lushan)i plénum
A szélsőségesen irreális gazdaságpolitika következményeit 1959 nyarán már nem lehetett nem észrevenni az országos vezetés szintjén. A feszültségek a legfontosabb területeken a termelés megtorpanásához, sőt visszaeséséhez vezettek a nagyravágyó célok elérése helyett. A pártvezetők vidéki ellenőrző körútjaikon a problémákról személyesen is tapasztalatokat szerezhettek. A KKP KB augusztusban Lusan (Lushan)ban tartott plénumán a rendkívül tekintélyes Peng Tö-huaj (Peng Dehuai) honvédelmi miniszter nyílt bírálatot gyakorolt a nagy ugrás visszásságai felett, azt balos elhajlásnak minősítette, és szorgalmazta egy reálisabb terv kidolgozását. Mondanivalóját azzal árnyalta, hogy egyes káderek nem értik meg Mao útmutatásait, de mindenki számára világos volt, hogy a maoi politika átfogó bírálatáról van szó.
Mao-ce-tung (Mao Zedong) reagálása többrétű volt. Egyrészt bírálta a túlzásokat, a balos elhajlást, azokat a kádereket, akik „nem tanulmányozták a politikai gazdaságtant”, önkritikát is gyakorolt, miszerint „1958-ért és 1959-ért a fő felelősség rám hárul, azért engem kell szidni”, ugyanakkor világosan tudtára adta a többieknek is, hogy ők is jóváhagyták a terveket, ezért osztoznak a felelősségben. Nyílt fenyegetést is megfogalmazott: ha nem támogatják, akkor falura megy, és a fegyveres erők őt támogató részével polgárháborút indít. Végül sikerült elérnie a „Peng Tö-huaj (Peng Dehuai) vezette pártellenes csoport” elítélését, őket felmentették állami tisztségeik alól.
Peng Tö-huaj (Peng Dehuai) „ügye” vízválasztó volt Kína politikai történetének ebben a szakaszában. A magas rangú kínai vezető a KKP addigi gyakorlatával teljes összhangban tette meg kritikai észrevételeit. Fellépése azonban olyan reális problémák sorát hozta felszínre, amik cáfolták Mao csalhatatlanságának mítoszát, és egy sor kérdésben ellentétesek voltak szándékaival. A legalapvetőbb a nagy ugrás addigi „eredményeinek” értékelése volt, de más fontos ügyekben is politikai ellentétek voltak köztük. Peng, aki a koreai háborúban részt vevő kínai csapatok parancsnoka is volt, ottani tapasztalatainak hatására is a kor színvonalának megfelelően felszerelt és kiképzett hadsereg létrehozására törekedett, Mao viszont kitartott a „népi hadsereg” hagyományai mellett, és a gyengén felszerelt tömegek hadba vetésében bízott. Peng emellett a lusan (lushan)i plénumot megelőzően a Szovjetunióban és több kelet-európai országban tett körutat és mindenütt meleg fogadtatásban részesült, ami szintén felkeltette Mao ellenérzéseit. Súlyosbította ezt, hogy Peng hazatérte utánra esett az atombomba technológiájának átadásáról szóló szovjet-kínai egyezmény felmondása. Ez persze nem függött össze a kínai védelmi miniszter látogatásával, hanem elsősorban arra alapult, hogy Mao elnök szavai a nukleáris eszközökkel vívandó harmadik világháború elkerülhetetlenségéről, sőt hasznosságáról arról győzték meg a szovjet felet, hogy nem szabad ezt az eszközt a kínaiak kezébe adni. Másrészt biztató szovjet-amerikai tárgyalások folytak a nukleáris fegyverek elterjedésének korlátozásáról, miszerint ha az Egyesült Államok nem ad nukleáris fegyvereket Nyugat-Németországnak, a Szovjetunió sem ad ilyeneket Kínának.
Mao a súlyos kritika nyomán szakított a viták kezelésének addigi párton belüli rendszerével, és a konszenzusra törekvés helyett osztályellenségnek kezdte bélyegezni ellenfeleit. A sztálini terror gyakorlatától eltérően nem törekedett ellenfeleinek gyors fizikai megsemmisítésére, hanem „bírálatukra” óriási intenzitású össznépi kampányokat szervezett, amelyekben az ellenfelek elítélése mellett mindig szerepelt Mao elnök egekbe emelése, a korábbi császárkultuszokhoz hasonló személyi kultuszának ápolása és erősítése is.
A pártplénumon elfogadott legfontosabb személyi változás az volt, hogy Peng Tö-huaj (Peng Dehuai) helyett Lin Piao (Lin Biao), Mao feltétlen híve lett a honvédelmi miniszter. Látszólag figyelembe véve a nehézségeket, a gazdasági előirányzatokat egy sor területen csökkentették, de még a csökkentett tervszámok is messze a realitások birodalmán kívül maradtak. „Cserébe” viszont éles politikai támadást indítottak a nagy ugrást bírálók, mint jobboldali elhajlók ellen. Ehhez a kampányhoz Csou En-laj (Zhou Enlai) is csatlakozott. Eszerint a hibákat már kijavították, a folytatódó kritika csak az ellenségnek jó, folytatni kell a termelés fejlesztését.
1960 elején így a nagy ugrás újabb hulláma indult meg, magasabbra állított célokkal, ebből következően hamis eredmény-jelentésekkel. A közös étkeztetést vidéken a lakosság 90%-ára ki kívánták terjeszteni, és bevezették a városokban is. 1960 júliusára már a városi népesség 80%-a is kommunákba szerveződött, szaporodtak a közös étkezdék, óvodák, helyi ipari szervezetek.
A gazdaság törvényszerűségeit azonban a nagy ugrás új hulláma sem tudta felülírni, és 1960 végére nyilvánvalóvá lett a súlyos kudarc. A mezőgazdasági célkitűzések csak 51,9%-ban, a gabonatermelés 48,3%-ra, a gyapottermelés 40,1%-ra, a sertéstenyésztés 30,2%-ra teljesült. Az elkezdett beruházások meghaladták a lehetőségeket, nagy részük befejezetlen maradt. Súlyos belső aránytalanságok alakultak ki minden téren, a 17 millió tonnásra felvitt acéltermelő kapacitással szemben a széntermelés csak 12 millió tonna acélhoz volt elég.
A legtragikusabb következményekkel azonban a gabonatermelés visszaesése járt. 1960-ban a termés az 1957-es 195,05 milliót tonnával szemben csak 143,5 millió tonnát ért el, ami kevesebb volt, mint az 1951-es adat, pedig időközben a lakosság 100 millióval nőtt. Az 1959-es teljes termésnek pedig majdnem 40%-át vonta el az állam. Mindezek következtében a 20. században addig példátlan éhínség következett be az országban, szemben azzal a sztereotípiával, hogy az új rendszer egyik nagy teljesítménye az éhhalál felszámolása volt. A 20. század végén kutatók tanulmányaikban megközelítőleg 30 millióra tették az éhínség áldozatainak számát. A hivatalos kínai nyilatkozatok történelmük e szakaszát általában csak „három keserű esztendő” (1959-61) néven emlegetik.
A városokban is nagy ellátási nehézségek voltak, de a tömeges éhhalál falusi jelenség volt, és természetesen az adottságoktól függően és az annyira szorgalmazott önellátás miatt is nagyon eltérő mértékben sújtotta az egyes területeket. A helyi szervek sokáig nem adtak hírt a tragédiákról, mert az nem volt összeegyeztethető a korábbi győzelmi jelentésekkel. A központi szervek 1960 második feléig nem is reagáltak érdemben a kialakult helyzetre, a statisztikai rendszer teljes összeomlása miatt nem is volt elég információjuk. 1959-ben még a gabonaexportot csúcsra járatták, az a kétszerese volt az 1957 évinek. 1960 folyamán is csak kevéssé csökkentették a központi gabonabegyűjtést és az exportot.

## Értékelése
A nagy ugrás egész elképzelése és végrehajtása tulajdonítható Mao és a kínai vezetés teljes irracionalitásának vagy akár elmekórtani esetnek is, azonban ez nem viszi előre a történelmi értékelést. A történészek alaposabb vizsgálata feltárt néhány reális tényezőt is, ami Mao elnököt erre a kudarcos kalandra késztette. Ezek közé sorolják a népköztársaság megalakítása utáni kezdeti sikereket, az ország ténylegesen létező gazdagságát, erőforrásait, a rendelkezésre álló munkaerő hatalmas mennyiségét, az ötvenes évek első felében a Szovjetuniótól és más szocialista országoktól kapott, hatékonynak bizonyuló segítséget, és egészében véve az első kínai ötéves terv (1953-1957) sikereit.
Tény az is, hogy ebben az időszakban a többi szocialista ország vezetését is igen optimista hangulat jellemezte, amihez az űrkutatási sikerek, az első szputnyik felbocsátása is hozzájárult, amire Mao is szívesen hivatkozott. Az NDK-ban, Bulgáriában is ütemgyorsításról, a kommunizmus építéséről beszéltek, az SZKP XXI. kongresszusa 1959-ben a szocializmus győzelméről fogadott el dokumentumot, 1961 októberében pedig a XXII. kongresszus meghirdette a kommunizmus építésének és az Egyesült Államok túlszárnyalásának gyorsított programját.
Mindez azonban nem menti fel Mao elnököt, aki – meglehetősen antimarxista és antimaterialista módon – mindig hajlott a szubjektív és akarati tényezők túlbecsülésére, a voluntarizmusra. Hitt abban, hogy a hatalmas embertömegeket forradalmi lelkesedésre sarkallva óriási tetteket lehet végrehajtani. Elképzeléseit erővel és taktikával érvényre juttatta a kínai vezetésen belül, ezzel részesévé tette őket is a felelősségben a tragédiáért.

## Kínai belpolitikai következmények
A kínai vezetés – kollektív felelőssége miatt is – a nyilvánvaló kudarc és a tömeges éhínség ellenére csak nagyon lassan és óvatosan, és természetesen a tragédia méreteit titokban tartva, változtatott a politikáján. Mao kénytelen volt tudomásul venni, hogy a tömegmozgósítás nem eredményezhet gyors gazdasági növekedést, de a tömegmozgalmak erejébe vetett hitét megőrizte. Személyi kultusza töretlen maradt, sőt ha lehet, tovább erősödött. Egyidejűleg megkezdődött a „kiigazítási politika” (1962–1965) aminek során igyekeztek konszolidálni a gazdaság helyzetét. Ennek során óhatatlanul megbomlott a vezetés egysége, és Liu Sao-csi (Liu Shaoqi) belső fórumokon kijelentette, hogy a katasztrófa okai túlnyomórészt a rossz politikai döntések voltak. Mao ezt nem fogadhatta el, és a vita végső soron a kulturális forradalomba torkollott.